# Sinojackia henryi
Sinojackia henryi är en storaxväxtart som först beskrevs av Dummer, och fick sitt nu gällande namn av Elmer Drew Merrill. Sinojackia henryi ingår i släktet Sinojackia och familjen storaxväxter. Inga underarter finns listade i Catalogue of Life.